# История почты и почтовых марок Ливии
История почты и почтовых марок Ливии условно подразделяется на два главных этапа в развитии почтовой связи на территории этой страны, которые относятся: 1) ко времени колониальной зависимости Ливии, включая существование соответственно вилайета Османской империи (до 1911) и итальянской колонии (1911—1943), а также оккупацию Великобританией и Францией (1943—1951), и 2) к периоду после обретения независимости под названиями Королевства Ливия (1951—1969), Ливийской Арабской Республики (1969—1977) и Социалистической Народной Ливийской Арабской Джамахирии (1977—2011).
Ливия является членом Всемирного почтового союза (ВПС; с 1952). Современным почтовым оператором страны выступает Государственная компания почт и телекоммуникаций.

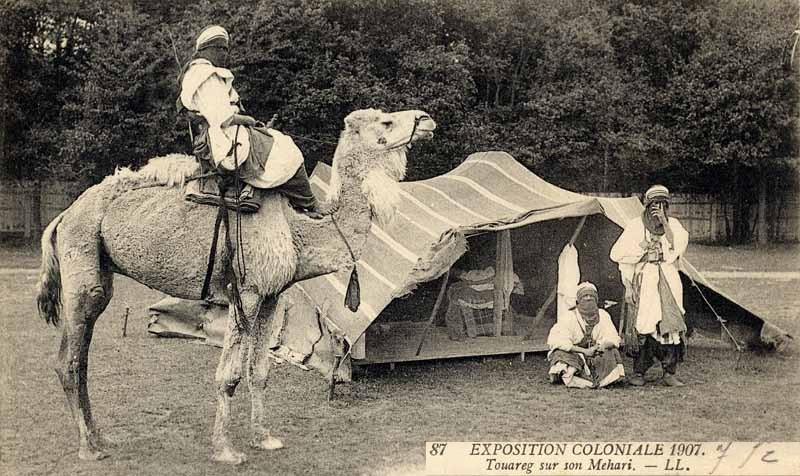
Почтовая открытка. Туареги с верблюдом на Колониальной выставке (Exposition coloniale) в Париже (1907)

## Развитие почты
Представим себе ливийскую пустыню на севере Африки. На сотни километров во все стороны раскинулись песчаные просторы, безводные, с чахлой растительностью. Лишь кое-где встречаются селения, оазисы с несколькими пальмами. Солнце нещадно палит бесплодную равнину, по которой движется караван верблюдов. Товары, грузы, в том числе и письма, доставляются здесь на верблюдах. Животные, вытянув шею, медленно идут вперёд, оставляя следы в сыпучих барханах. Караван остановился в небольшом городке Мурзуке.
Начальник каравана подзывает к себе молодого туарега, восседающего на верблюде. Африканец одет в белое легкое одеяние, на голове — белая повязка.
— Повезешь письма в Триполи, — говорит он курьеру. — Надо скорей вручить их жителям города. Почта сегодня большая.
— Слушаюсь, господин, — наклонив голову, отвечает курьер. — Будет доставлено быстро.
Два тюка с письмами и посылками он перекидывает через спину верблюда, покрывает их попоной и сам садится сверху. Животное пускается в путь, раскачивается его горб, мотается из стороны в сторону седок. Но это его не смущает. Люди из племени туарегов с малых лет на верблюде, привыкли к кочевой жизни. В течение дня они могут свободно проехать от 80 до 90 вёрст.
На ночь курьер останавливается где-нибудь в населённом пункте. С восходом солнца — снова в путь.
Через несколько дней курьер на верблюде — в Триполи.

### Ранняя история
Начало истории почты на территории Ливии, средиземноморского государства в Северной Африке, восходит к очень далёким временам. При египетских фараонах IV династии (2900—2700 до н. э.) с Ливией действовала связь по военным дорогам, которую обеспечивала служба специальных пеших (скороходов) и конных гонцов. Ливийских земель достигали гонцы ангариона — верховой почты Древней Персии. Ливия также входила в число регионов, охваченных древнеримской почтовой сетью. Для доставки почтовых отправлений в Ливии издавна использовали верблюдов.

### В составе Османской империи
В XIX веке, когда Ливия находилась под господством Османской империи и была вилайетом Триполитания, в Триполи существовал османский почтамт. Однако через него письма отправлялись только в Турцию. Доставкой писем внутри страны занимались частные лица.
На этом этапе употреблялись почтовые марки Османской империи, без каких-либо надпечаток, указывавших на их происхождение или территорию обращения. Поэтому письма с такими марками, направлявшиеся за пределы данной территории, можно идентифицировать только по обратному адресу. Ранние мелкие почтовые конторы в Ливии, как и в других османских вилайетах, возникали возле консульств других государств и представительств пароходных компаний в главных портах. Например, Почтовый департамент Российской империи во второй половине XIX века заключил с Русским обществом пароходства и торговли договор о приёме и выдаче писем в портах стран Востока, включая Ливию.

### Почтовые отделения Италии
Ранние почтовые конторы не могли обеспечивать надёжность пересылки корреспонденции. Поэтому Италия в январе 1869 года открыла в Триполи своё первое почтовое отделение на территории Ливии, в котором употреблялись марки Италии и итальянской почты за границей. Последние были в обращении с 1 января 1874 года и имели надпечатку итал. «Estero» («Заграница»)). С 1 июня 1908 года здесь применялись марки итальянских почтовых отделений в Османской империи. В 1909 году для отделения в Триполи была эмитирована особая серия из 12 марок Италии с надпечаткой на итальянском языке «Tripoli di Barberia» («Триполи Берберийский») Для Триполи были также выпущены две доплатные марки.

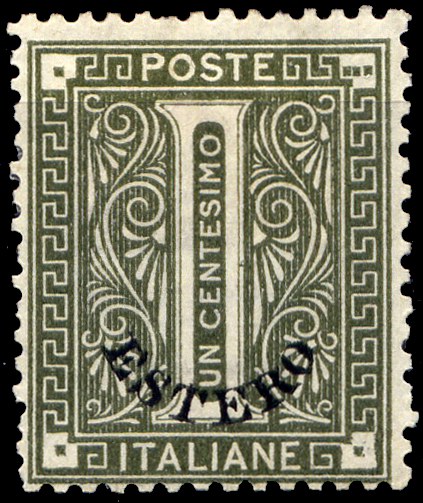
Почтовая марка Италии c надпечаткой «Estero» для почтовых отделений за границей, 1874 (Sc #1)
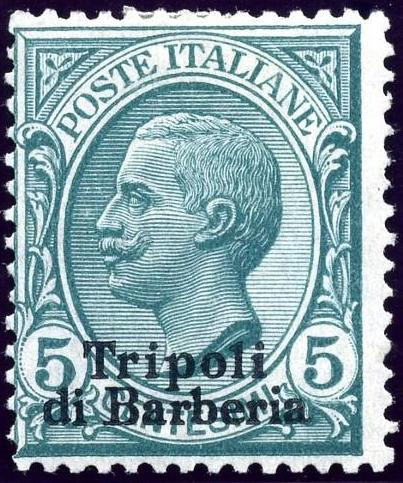
Почтовая марка Италии c надпечаткой «Tripoli di Barberia» для почтового отделения в Триполи, 1909 (Sc #4)

15 марта 1901 года в Бенгази было создано ещё одно почтовое отделение Италии, для которого в июле того же года были выпущены почтовые марки с надпечаткой «Benghazi di Barberia» («Бенгази Берберийский»).

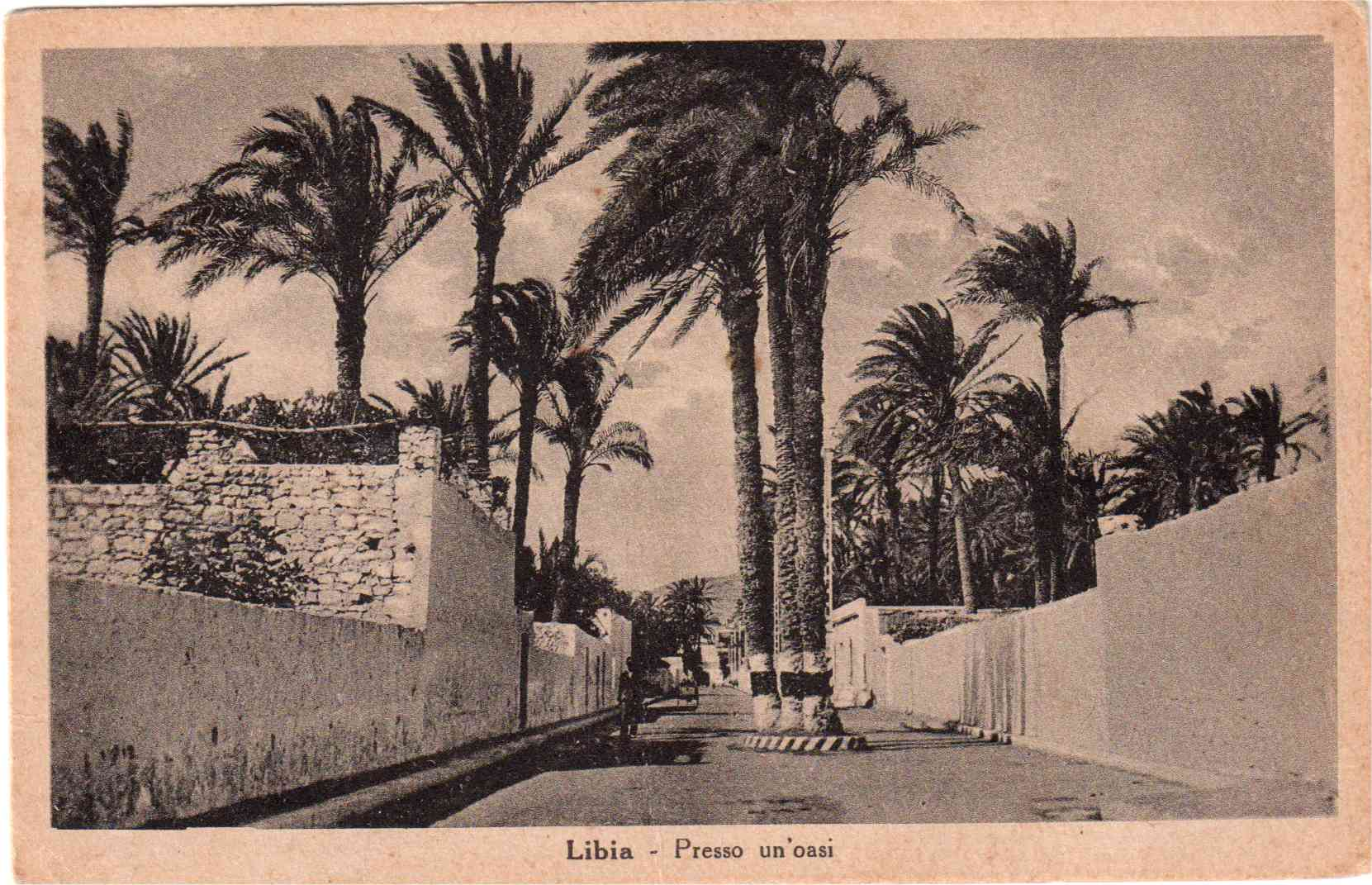
Почтовая открытка Ливии (1935). Оазис

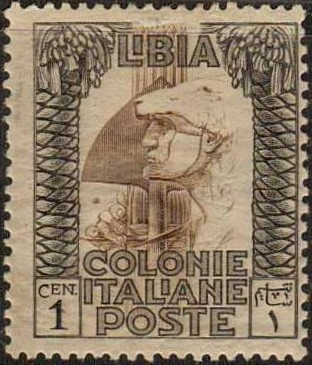
Первая марка итальянской колонии Ливия (1921) с оригинальным рисунком «Римский легионер»(Sc #20)

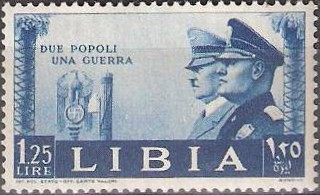
Последняя марка итальянской колонии Ливия (1941) с изображением Гитлера и Муссолини и надписью по-итальянски «Два народа, одна война»(Sc #101)

### В XX веке
18 октября 1912 года османский вилайет Триполитания перешёл к Италии и стал колонией последней, так же, как и территории Киренаики и Феццана.
После получения независимости Ливия стала полноправным членом ВПС; это произошло 4 июня 1952 года, а с 1954 года она присоединилась к Арабскому почтовому союзу, созданному в рамках ВПС. В 1984 году была учреждена Государственная компания почт и телекоммуникаций, отвечающая за развитие почты и телекоммуникаций в стране.

## Регулярные выпуски почтовых марок

### Итальянская колония
С 1912 года для колониальной Ливии выпускались итальянские почтовые марки с надпечатками «Libia» («Ливия»). Позднее, начиная с 1921 года, специально для Ливии были эмитированы итальянские колониальные выпуски оригинальных рисунков. Все почтовые марки колониальной Ливии печатались в итальянской государственной типографии. В период итальянского господства (1912—1943) на оригинальных ливийских марках имелись надписи на итальянском языке: «Colonia Italiane Libia» («Итальянская колония Ливия»), «Poste» («Почта») и «Poste Italiane» («Итальянская почта»), а также на арабском языке.
В 1924—1934 годах Триполитания и Киренаика выпускали собственные почтовые марки до их объединения в 1934 году, вместе с Феццаном, в итальянскую колонию Ливия. После этого в почтовом обращении находились итальянские колониальные выпуски Ливии — вплоть до её захвата британской армией во время Второй мировой войны, то есть до 1943 года.

### Королевство Ливия
По окончании Второй мировой войны британские власти признали в 1949 году Мухаммеда Идриса аль-Махди ас-Сенуси в качестве эмира Киренаики, предоставив ему внутреннюю автономию. 24 декабря 1951 года Киренаика, Триполитания и Феццан объединились в составе независимого государства под названием Королевства Ливия. В тот же день были выпущены первые почтовые марки современной независимой Ливии, которые представляли собой надпечатанные почтовые марки Киренаики. При этом в обращении поступили три разных типа надпечатки для каждой из трёх зон (провинций) — Киренаики, Триполитании и Феццана, находившихся в 1943—1951 годах под властью американской, британской и французской администраций, что было вызвано различием в денежных единицах.
Первые марки, единые для всей Ливии, с английской надписью «Kingdom of Libya» («Королевство Ливия»), увидели свет 15 апреля 1952 года. Первая памятная серия появилась в 1955 году (к первой годовщине образования Арабского почтового союза), а первый почтовый блок — в 1962 году.
Согласно Л. Л. Лепешинскому, за первые полвека эмиссий ливийских знаков почтовой оплаты, с 1912 по 1963 год, было выпущено 219 почтовых марок и один блок.
До 1969 года на марках Ливии использовалось различные надписи, в том числе английские «United Kingdom of Libya» («Объединённое Королевство Ливия») и «Postage» («Почтовый сбор») — в период до 1957 года; «Libya», «Libia» («Ливия»); французские «Libye» («Ливия») и «Postes» («Почта») — в 1956 году, а также арабские.

Почтовые марки Королевства Ливия
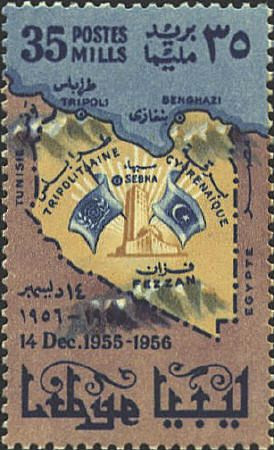
1956: марка по случаю первой годовщины вступления страны в ООН, с изображением провинций, объединившихся в современную Ливию (Sc #174)
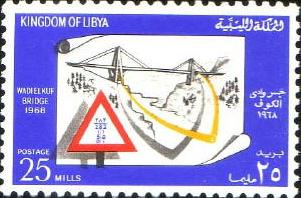
1968: марка номиналом в 25 миллсов в честь постройки моста Вади Эль Куф[англ.] (Sc #346)
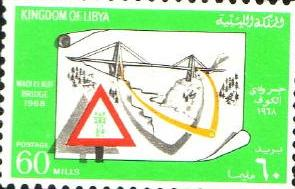
То же, 60 миллсов (Sc #347)

### Ливийская Арабская Республика
В 1969 году король Идрис I был низложен в результате военного переворота, и ливийское королевство прекратило своё существование, уступив место новой форме правления — республиканской. Вследствие этого на почтовых марках слово «Kingdom» («Королевство») в названии государства было вымарано разными способами. Вскоре им на замену пришли марки с надписью «L. A. R.» (сокращённо от Libyan Arab Republic — Ливийская Арабская Республика). При этом провозглашение республики было ознаменовано выходом двух памятных серий.

Почтовая марка Ливийской Джамахирии (1982), посвящённая 13-летию революции 1969 года, с изображением Муаммара Каддафи

### Социалистическая Джамахирия
С очередной сменой формы правления в 1977 году на выпускаемых почтовых марках Ливии появилась надпись «Socialist People’s Libyan Arab Jamahiriya» («Социалистическая Народная Ливийская Арабская Джамахирия») с аналогичным текстом на арабском языке.

### Тематика
После свержения королевской власти в стране сюжеты ливийских марок претерпели значительные изменения. Начиная с середины 1970-х, почтовое ведомство Ливии эмитировало множество знаков почтовой оплаты (почтовых марок, блоков, малых листов, марочных буклетов, цельных вещей и т. п.), связанных с М. Каддафи. Первым таким выпуском стал блок, посвящённый 6-й годовщине Сентябрьской революции, увидевший свет в 1975 году (Mi #583; Sc #Block 18).
Характерно, что канонического изображения Братского лидера Ливии на почтовых марках нет — Каддафи предстаёт на них в самых разных ракурсах и ситуациях. Например, Каддафи запечатлён на многих миниатюрах, выпущенных в память о бомбардировках Ливии в ходе операции «Каньон Эльдорадо» (1986), которые выходили в период с 1986 по 2009 год. Первый коммеморативный выпуск, отметивший это событие, состоялся 13 июля 1986 года (Mi #1699; Sc #1311). Исключениями стали серии предпоследнего и последнего подобных выпусков от 15 апреля 2001 года (Mi #2748—2763; Sc #1653) и 14 мая 2009 года, на которых образ ливийского вождя не был помещён.
Специальная серия ливийских марок, на одной из которых присутствовал портрет ливийского лидера, была посвящена Международной премии аль-Каддафи по правам человека. Она поступила в продажу 31 декабря 1994 года. Это был малый лист из 16 марок, и каждая горизонтальная полоска из четырёх миниатюр отображала лауреатов премии (в скобках указан год присуждения премии):
- Нельсона Манделу и борцов против апартеида в Южной Африке (1989),
- индейцев США (1991),
- мусульманскую общину Боснии и Герцоговины (1993),
- участников палестинской интифады (1990).

На ливийских марках можно встретить изображения и других персоналий, имеющих значимость в арабском мире, таких как, например, Ибн Сина (1980) (Sc #871—872), Аббас ибн Фирнас или Иларион Капуччи (1977) (Sc #687—689). Имеются марки, описывающие исторические и доисторические события и памятники страны, к примеру, Вади-Матендус, наскальные рисунки которого попали на серию из пяти марок, выпущенную 1 января 1978 года (Mi #624—628; Sc #711—715). Целый ряд марок был приурочен к ежегодной Международной Триполийской ярмарке.
На почтовых миниатюрах Ливии также широко представлена её природа, в том числе местная флора и фауна, например:
- песчаная газель — на серии из четырёх марок от 20 февраля 1987 года[30], в сотрудничестве с WWF (Mi #624—628; Sc #711—715);
- степная кошка — на малом листе из восьми марок от 1 ноября 1997 года[31], в сотрудничестве с WWF;
- песчаная лисица — на малом листе из восьми марок от 1 мая 2008 года[32], в сотрудничестве с WWF (имеется конверт первого дня и спецгашение);
- птицы — несколько серий[33]; и др.

На марках Ливии, как и на марках ряда других мусульманских стран, указывается наступающий год Хиджры, начало которого приходится на 1 мухаррама — первого месяца лунного календаря Хиджры. Так, в 1975 году был указан 1395 год.

### Марки с ошибками
На марках первой памятной серии Королевства Ливия, отпечатанной в 1955 году по случаю первой годовщине образования Арабского почтового союза (Sc #147—149), можно увидеть «Картографическую» ошибку. На карте Среднего Востока, изображённой на почтовых миниатюрах, отсутствует Персидский залив. Интересно, что это был совместный выпуск арабских государств, примкнувших к почтовому союзу, и на всех аналогичных марках, кроме выпуска Ливана, была допущена та же самая ошибка.
Известны случаи ошибок на почтовых марках Ливии, связанных с именем Каддафи. Так, 1 января 1986 года в обращении появилась серия из 12 стандартных марок с портретом лидера революции, но уже через пару часов она была изъята по причине обнаруженной ошибки в дизайне марок — на правом погоне полковника была помещена шестиконечная звезда Давида вместо положенной пятиконечной.
Предметом ошибок в надписях и рисунке стала и серия 1994 года в честь Международной премии аль-Каддафи по правам человека. Однако эти ошибки были своевременно выявлены, и взамен был отпечатан малый лист с правильным дизайном. Оба выпуска считаются редчайшими марками Ливии.

## Другие виды почтовых марок
До 1941 года итальянской Ливией были эмитированы авиапочтовые, экспрессные (с надписью итал. «Expresse» — «Спешная (почта)»), почтово-благотворительные, почтово-налоговые, посылочные (пакетные), доплатные и расчётные марки. После обретения независимости ливийским почтовым ведомством издавались служебные и доплатные марки. К 1963 году в общей сложности были изданы 14 марок спешной почты, 11 служебных, 51 доплатная и 24 пакетные марки Ливии.

## Оккупационные выпуски
В ходе Второй мировой войны территория Ливии была оккупирована британскими и французскими войсками. Почтовые марки Великобритании с надпечаткой «M. E. F.» (сокращённо от англ. Middle East Forces — Ближневосточные сухопутные войска) были в почтовом обращении в 1943—1948 годах после захвата этой территории англичанами. С 1 июля 1948 года использовались почтовые марки с надпечаткой текста «B. M. A. TRIPOLITANIA» («Британская военная администрация — Триполитания»). При этом только в Триполитании в обращении находились английские марки с надписью «B. A. TRIPOLITANIA» («Британская администрация — Триполитания») — с 6 февраля 1950 года по декабрь 1951 года.

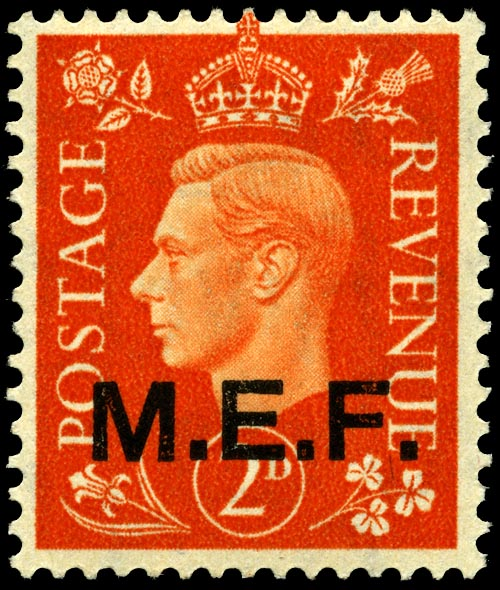
Почтовая марка Великобритании с надпечаткой «M. E. F.» для использования в оккупированной Ливии, 1942
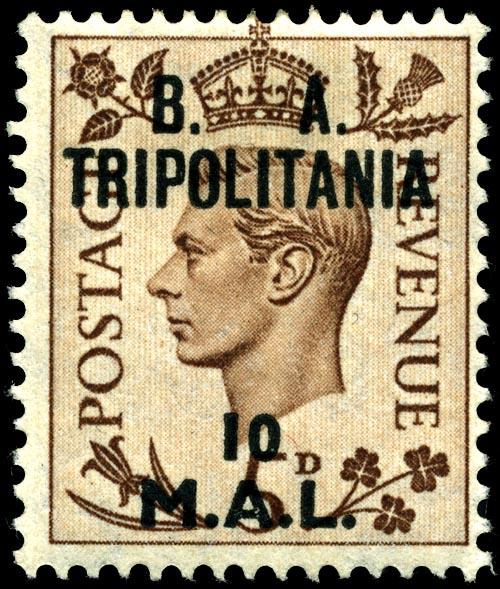
Почтовая марка Великобритании с надпечаткой «B. A. TRIPOLITANIA 10 M.A.L.» для Триполитании, 1950

## Каталогизация
Во время ухудшения отношений между Ливией и США американским правительством накладывалось эмбарго на ввоз ливийских товаров, включая почтовые марки, — в частности, запретом от 7 января 1986 года. Ввиду этого выпуски Ливии периода эмбарго — с 1986 по 1992 год — не оценивались по рыночной стоимости в каталоге почтовых марок «Скотт», а ливийские марки последующих лет и вовсе исчезали из него.

## Художники марок
Наиболее известным ливийским художником почтовых миниатюр, пожалуй, является Мохамед Али Сиала (Mohamed Ali Siala), работающий в этой области начиная с 1969 года. Кроме того, он увлекается филателией и был делегирован от Ливии в состав Комиссии по почтовой истории при Международной федерации филателии (ФИП). Художник также является одним из 64 членов Тематической комиссии ФИП.